# Carl Andersson (båtbyggare)

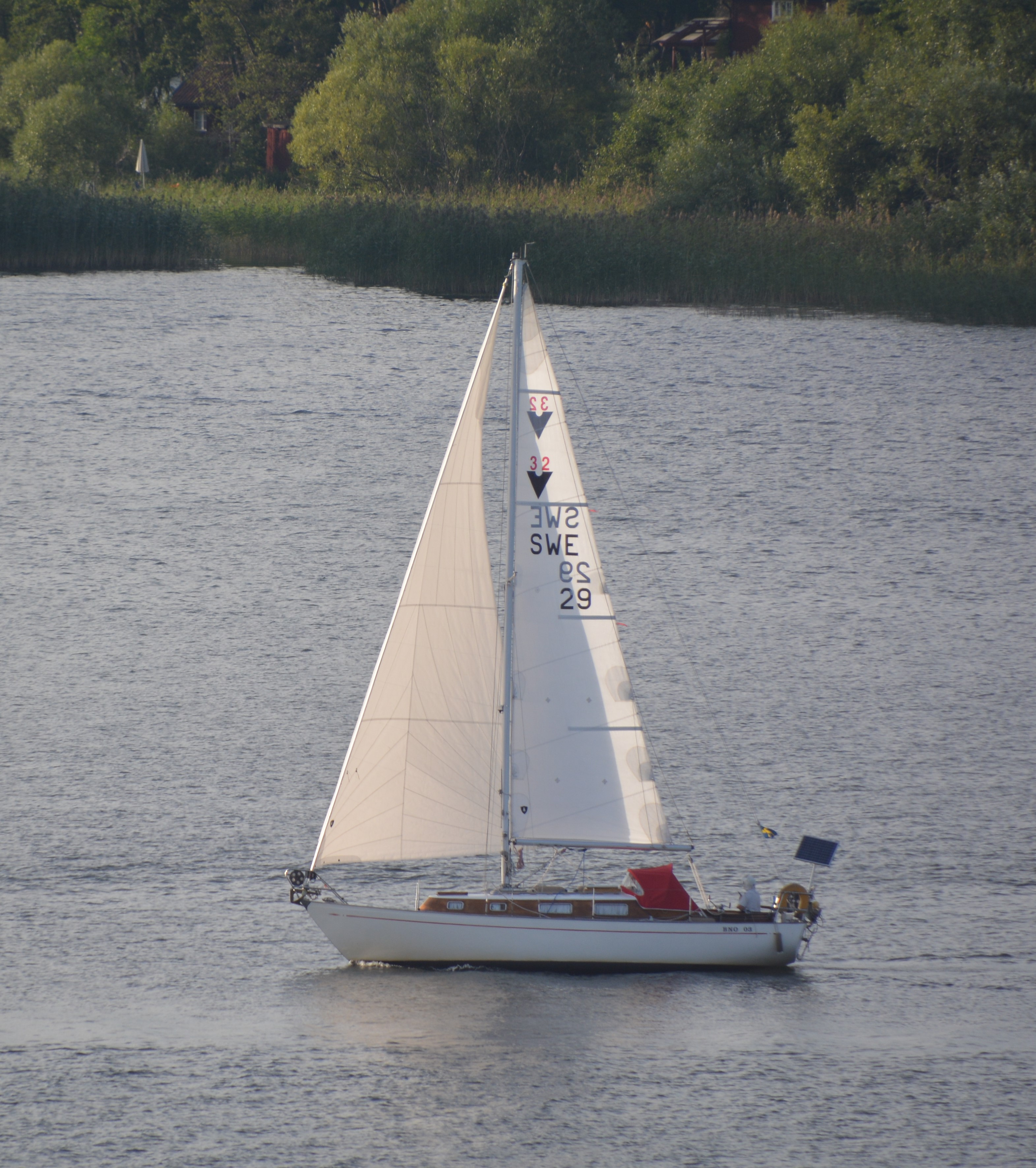
Vindö 32 i Mälaren

Carl Andersson, född 1893 i Kungsviken på Orust, död 1979, var en svensk båtbyggare och båtkonstruktör.
Carl Andersson var son en båtbyggare i Kungsviken, som byggde fiskebåtar i ek. Han lärde sig båtbyggeri på G.R.Liljegrens varv i Färjenäs på Hisingen i Göteborg och gick samtidigt i skeppsbyggnadslära på Slöjdföreningens skola – Valand. Han arbetade också senare hos August Plym på Neglingevarvet i Saltsjöbaden och på Ramsövarvet i Vaxholm. Han grundade sitt första båtvarv 1918 i Orust och i början av 1920-talet varvet Killingholmen i Billdal söder om Göteborg.
År 1926 grundade han Sundsandviks Båtvarv, senare Vindövarvet, vid Nötesund på Vindön, där han byggde bland annat kosterbåtar och folkbåtar.
Carl Andersson var far till skeppsingenjören Karl-Erik Andersson, som tog över faderns varv 1970 under namnet Nötesunds Varv AB. Därefter fortsatte Carl Andersson åt att konstruera segelbåtar, framför allt serien Vindökryssare.